# Велико Тройство
45°56′ пн. ш. 16°56′ сх. д. / 45.93° пн. ш. 16.93° сх. д.
Велико Тройство (хорв. Veliko Trojstvo) — громада і населений пункт у Б'єловарсько-Білогорській жупанії Хорватії.

## Населення
Населення громади за даними перепису 2011 року становило 2 741 осіб. Населення самого поселення становило 1 197 осіб.
Динаміка чисельності населення громади:
Динаміка чисельності населення центру громади:

## Населені пункти
Крім поселення Велико Тройство, до громади також входять:
- Чурловаць
- Доминковиця
- Гргинаць
- Кеглєваць
- Магленча
- Мало-Тройство
- Мартинаць
- Пауловаць
- Вишнєваць
- Врбиця